# Ramos de Azevedo
Francisco de Paula Ramos de Azevedo (São Paulo, 8 de dezembro de 1851 - Guarujá, 12 de junho de 1928) foi um engenheiro-arquiteto, professor e empreendedor paulista formado na Bélgica.
Os edifícios que projetou são hoje marcos arquitetônicos das cidades de São Paulo, Campinas e Rio de Janeiro. Entre estes estão o Theatro Municipal de São Paulo, o Mercado Municipal de São Paulo, o Mercado Municipal de Campinas, a Pinacoteca do Estado de São Paulo a Catedral Metropolitana de Campinas.

## Biografia

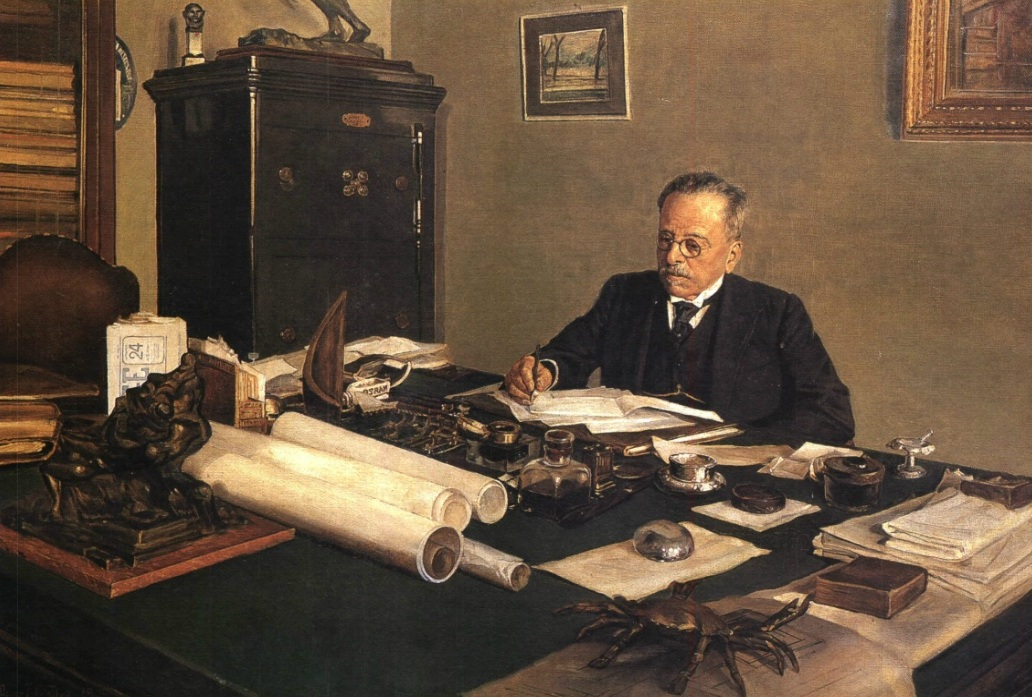
Retrato do arquiteto Ramos de Azevedo, por Oscar Pereira da Silva.

Ainda jovem, viajou a Gante, na Bélgica, para estudar Engenharia Civil. Segundo seus biógrafos, no entanto, conta-se que o diretor do curso de Arquitetura da escola surpreendeu-se com a qualidade de seus trabalhos e ordenou-lhe que trocasse de carreira. Naquela faculdade se formou como Engenheiro - Arquiteto, mas foi influenciado a seguir as proposições do ecletismo arquitetônico.                                                                                                     No ano seguinte, já formado, retorna ao Brasil e estabelece seu  primeiro escritório profissional em Campinas onde executou seus primeiros projetos. Foi responsável pela construção da Escola do Povo Ferreira Penteado, o Circolo Italiani Uniti (atual Casa de Saúde Campinas), e também pela conclusão da construção da Catedral da cidade (o primeiro de seus grandes trabalhos).
No fim do século XIX foi convidado a projetar as residências de alguns membros da elite paulista, dessa forma, decidiu estabelecer-se na cidade de São Paulo, onde construiu seu escritório técnico - o qual levou o nome de 'Escritório Técnico de Projeto e Construção' -, que se localizava na Rua Boa Vista. Em pouco tempo transformou-se no principal influenciador da arquitetura local: durante algumas décadas foi deste escritório que saíram praticamente todos os projetos residenciais da elite e os principais projetos públicos da cidade.
Ramos de Azevedo participou da fundação da Escola Politécnica junto de um grupo de aristocratas paulistas ligados às correntes políticas consideradas progressistas, estabelecendo na escola um modelo similar ao que experimentou na Europa. Sua ligação com o ensino também aconteceu quando se tornou diretor do Liceu de Artes e Ofícios de São Paulo, onde promoveu uma reforma de ensino que tornaria a escola autossuficiente e reconhecida em todo o país.                                                                                                                                                                                                                                                                                                      Após sua morte em 1928 seu escritório acabou sendo substituído por outro chamado 'Escritório Técnico Ramos de Azevedo & Severo Villares', localizado na Rua 15 de Novembro.
Devido a importância de sua obra para a cidade de São Paulo, foi erigido em frente ao prédio do Liceu, na Avenida Tiradentes, o Monumento a Ramos de Azevedo. Porém com as obras do Metrô na década de 1970, este monumento foi transportado para o campus da Universidade de São Paulo, na capital, e está hoje na Praça Ramos de Azevedo, em frente à Escola Politécnica que ajudou a criar.
Em sua homenagem, a nova rodoviária de Campinas inaugurada em 2008 recebeu o nome Terminal Multimodal Ramos de Azevedo.

## Ramos de Azevedo e seu escritório
O Escritório Ramos de Azevedo foi o maior e mais moderno escritório de arquitetura atuante na cidade de São Paulo, criado e dirigido pelo próprio arquiteto que lhe empresta o nome, Ramos de Azevedo. Dentre a última década do século XIX e as três primeiras do século XX, período no qual o escritório chegou a empregar cerca de 500 funcionários. Além das construções na cidade de São Paulo e no interior do estado, o escritório também participava de todas as grandes licitações pelo Brasil.[carece de fontes?] No ano de 2015, o Centro Cultural Correios São Paulo realizou uma exposição intitulada Escritório Ramos de Azevedo: a arquitetura e a cidade.

## Projetos notáveis

Teatro Municipal de São Paulo
Palácio das Indústrias
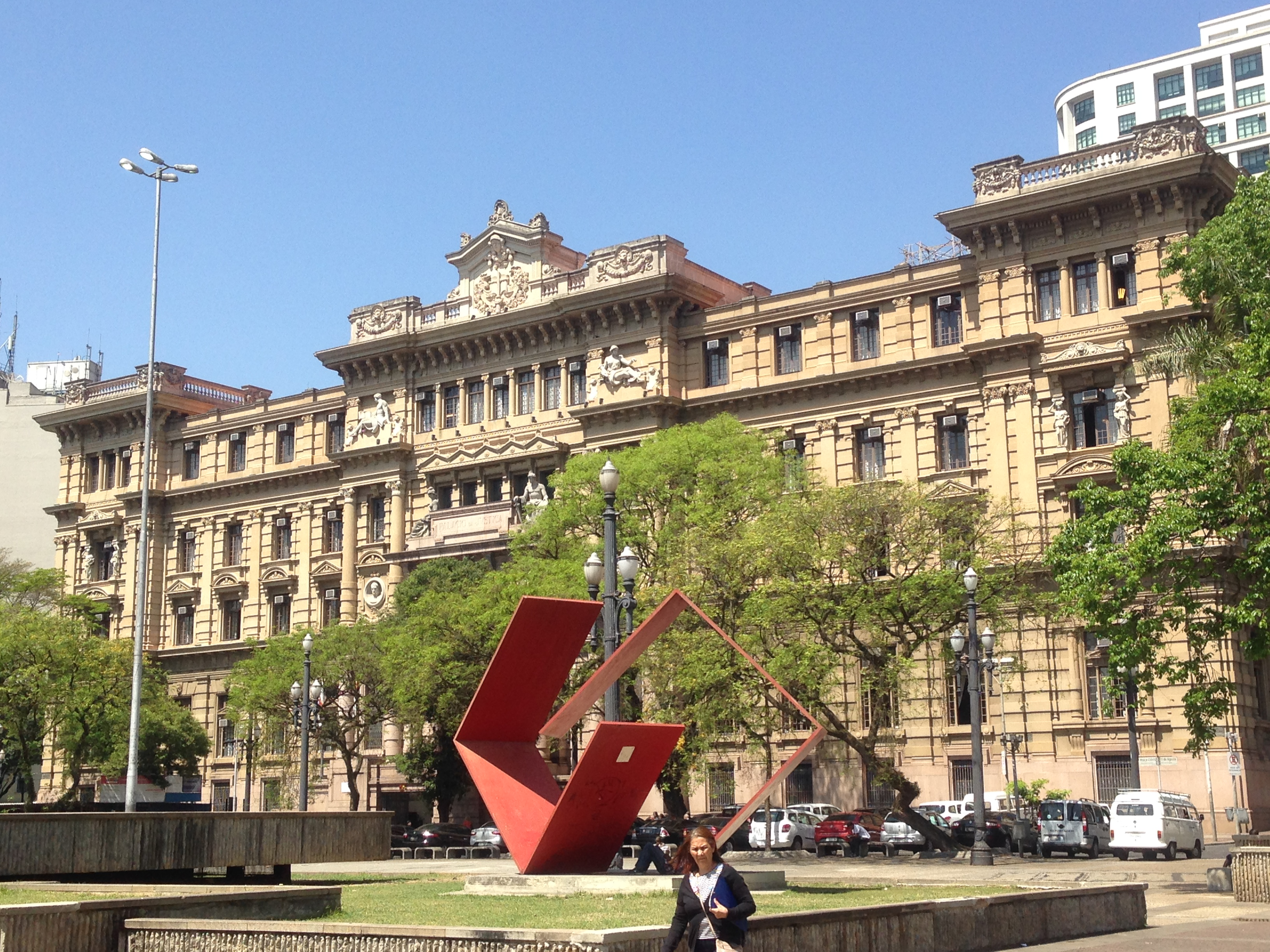
Palácio da Justiça de São Paulo
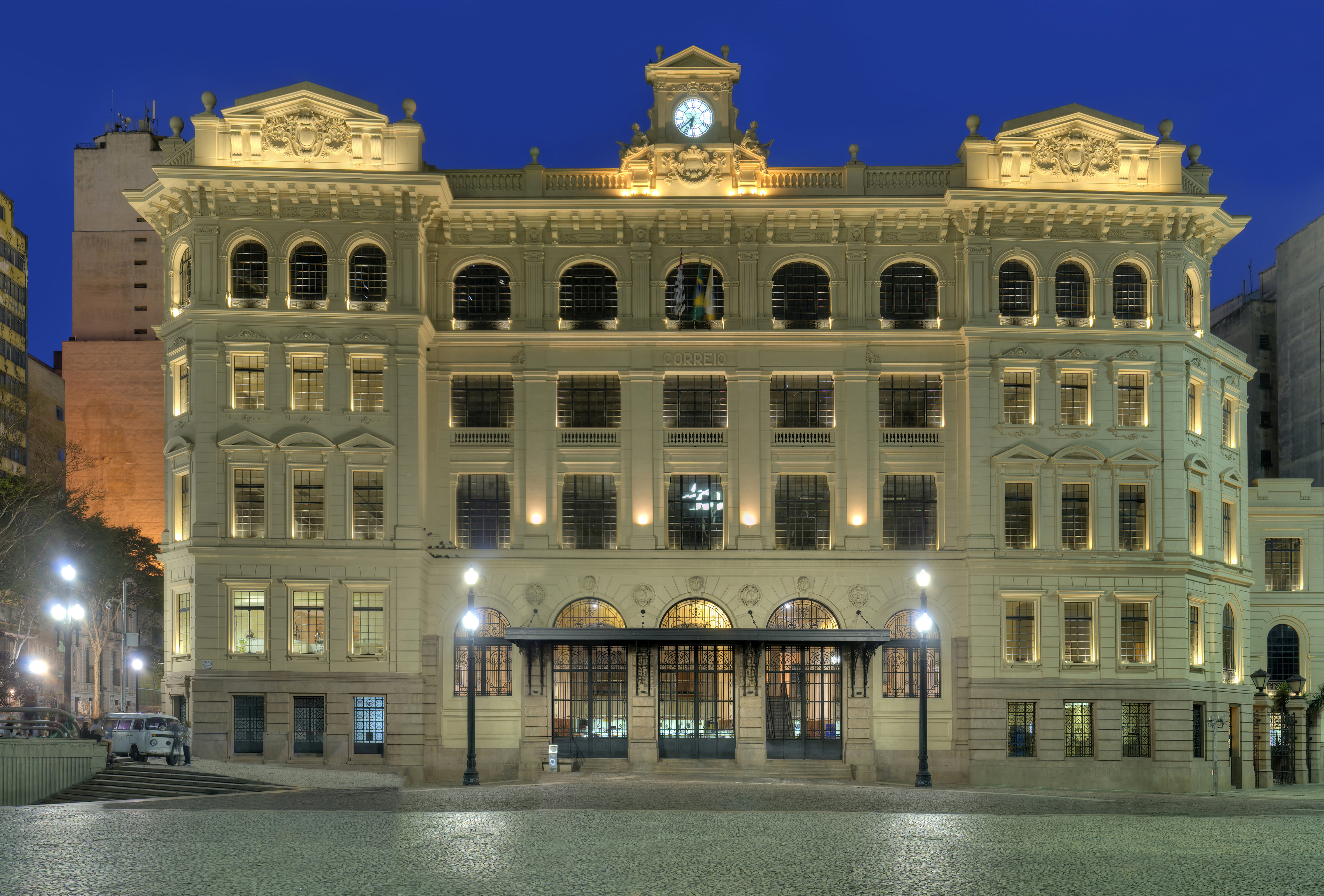
Palácio dos Correios (São Paulo)
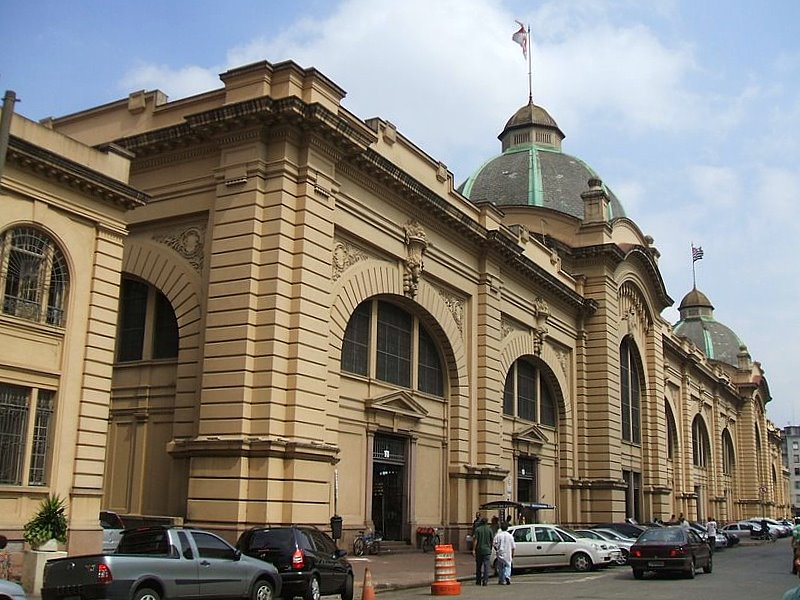
Mercado Municipal de São Paulo
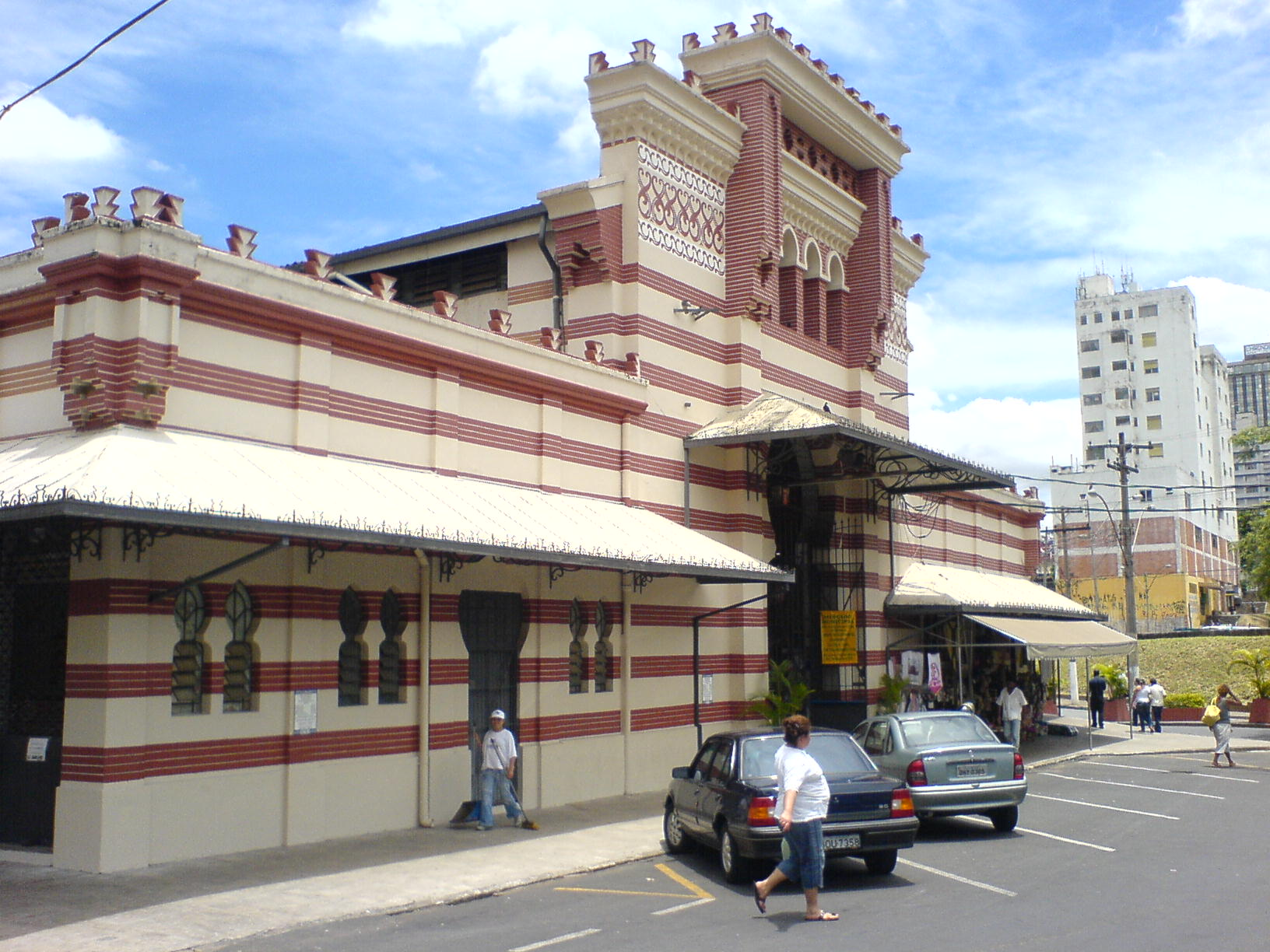
Mercado Municipal de Campinas
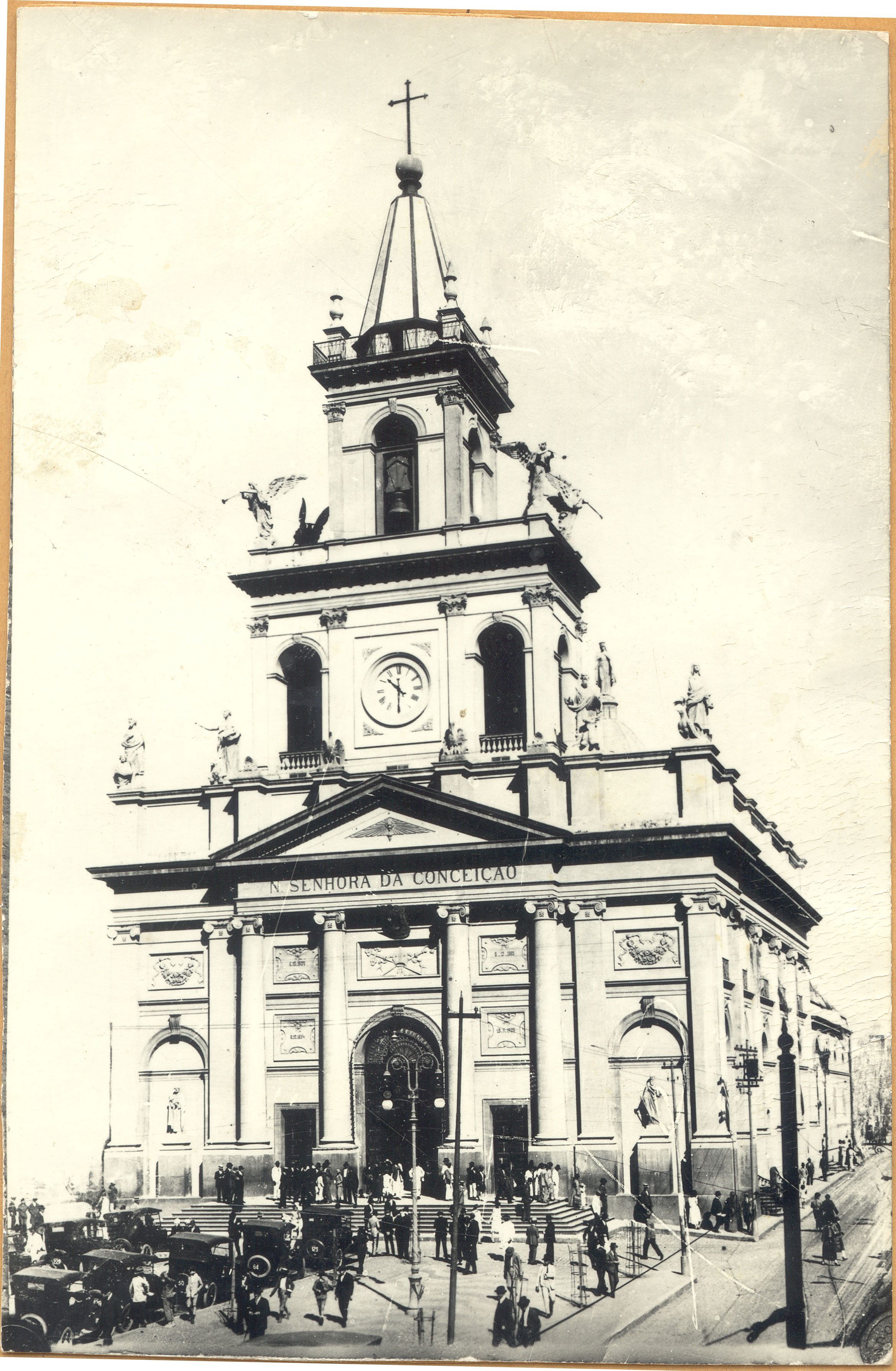
Catedral de Campinas
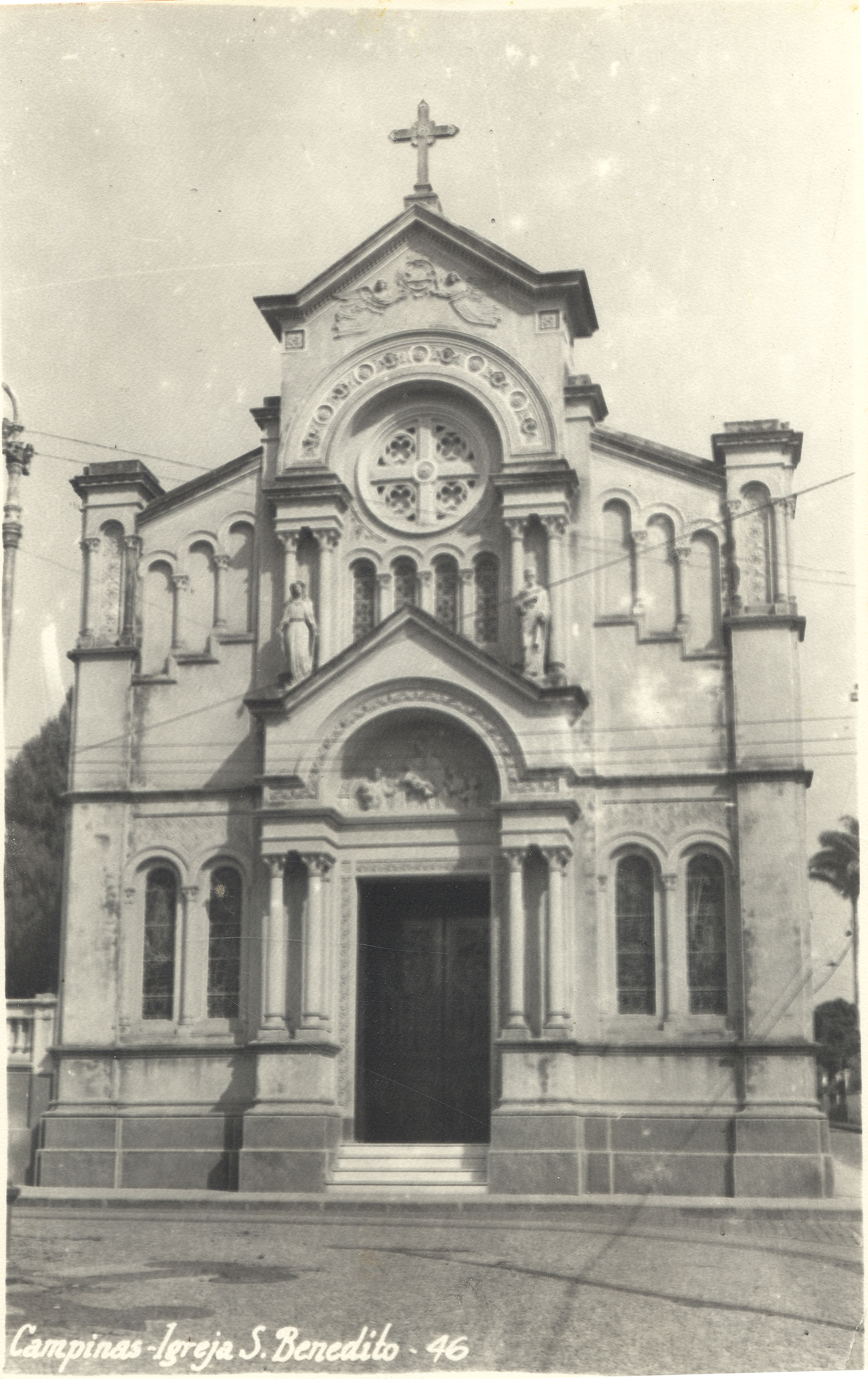
Igreja São Benedito
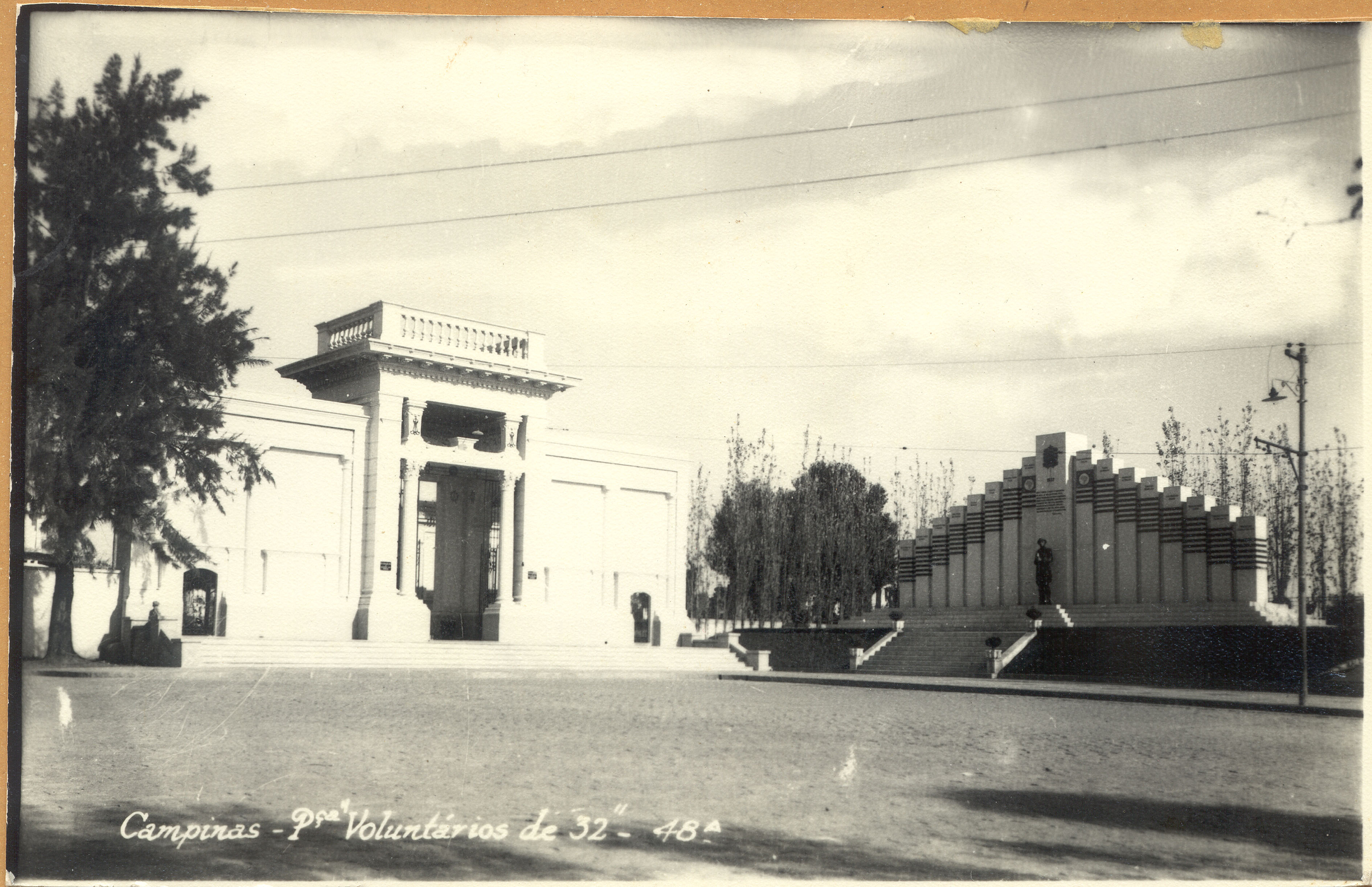
Praça dos Voluntários de 1932
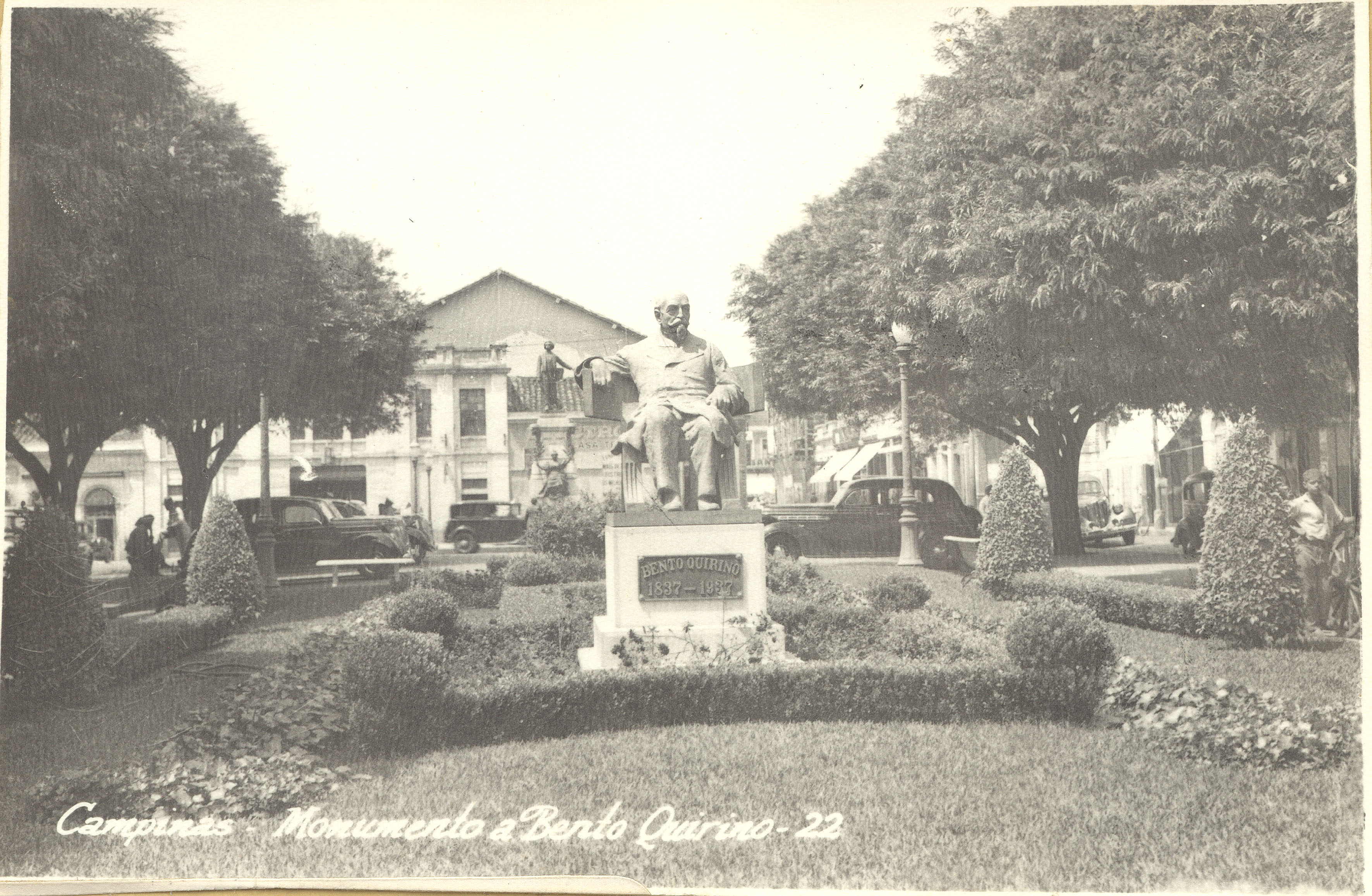
lMonumento a Bento Quirino
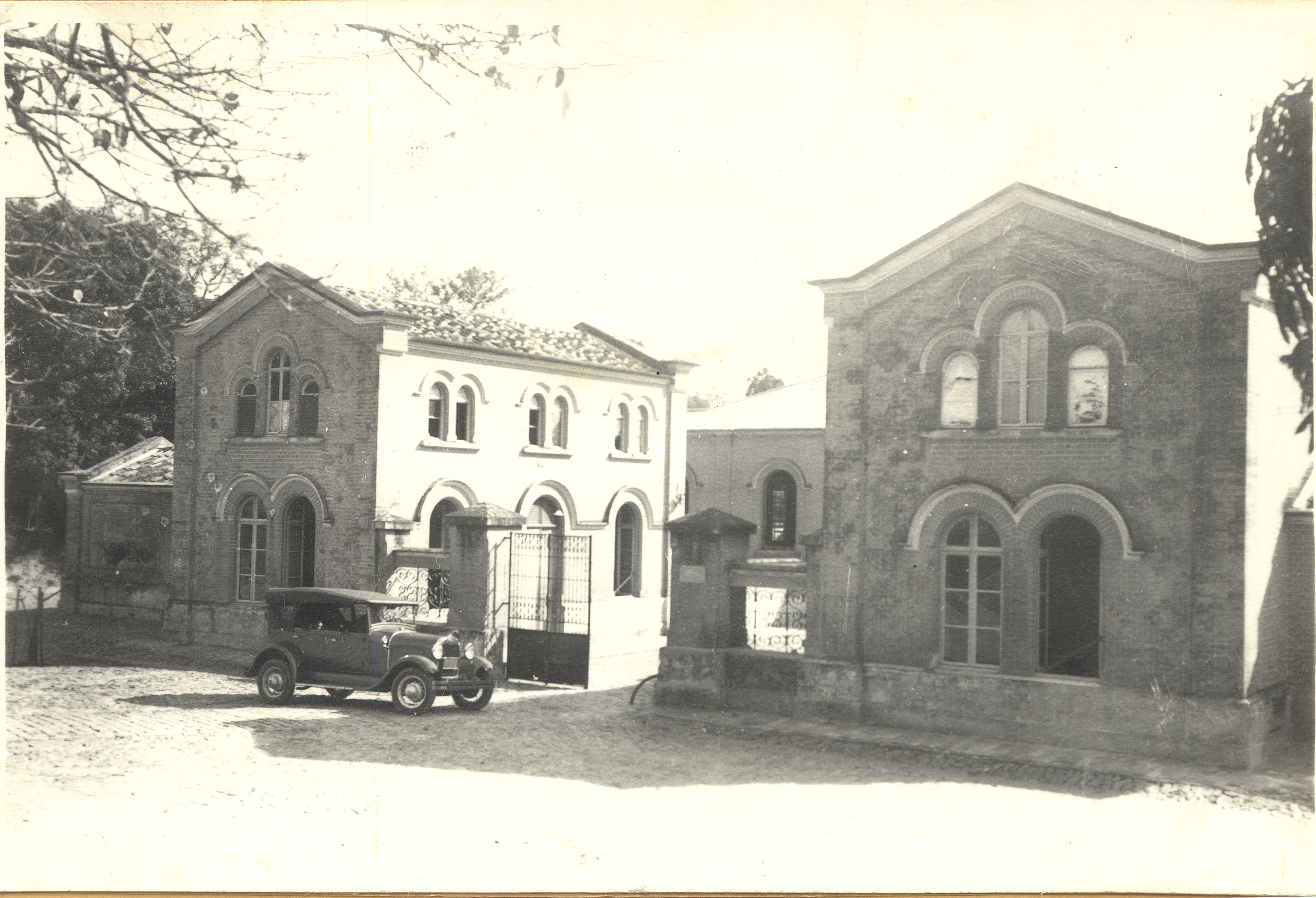
Matadouro Municipal
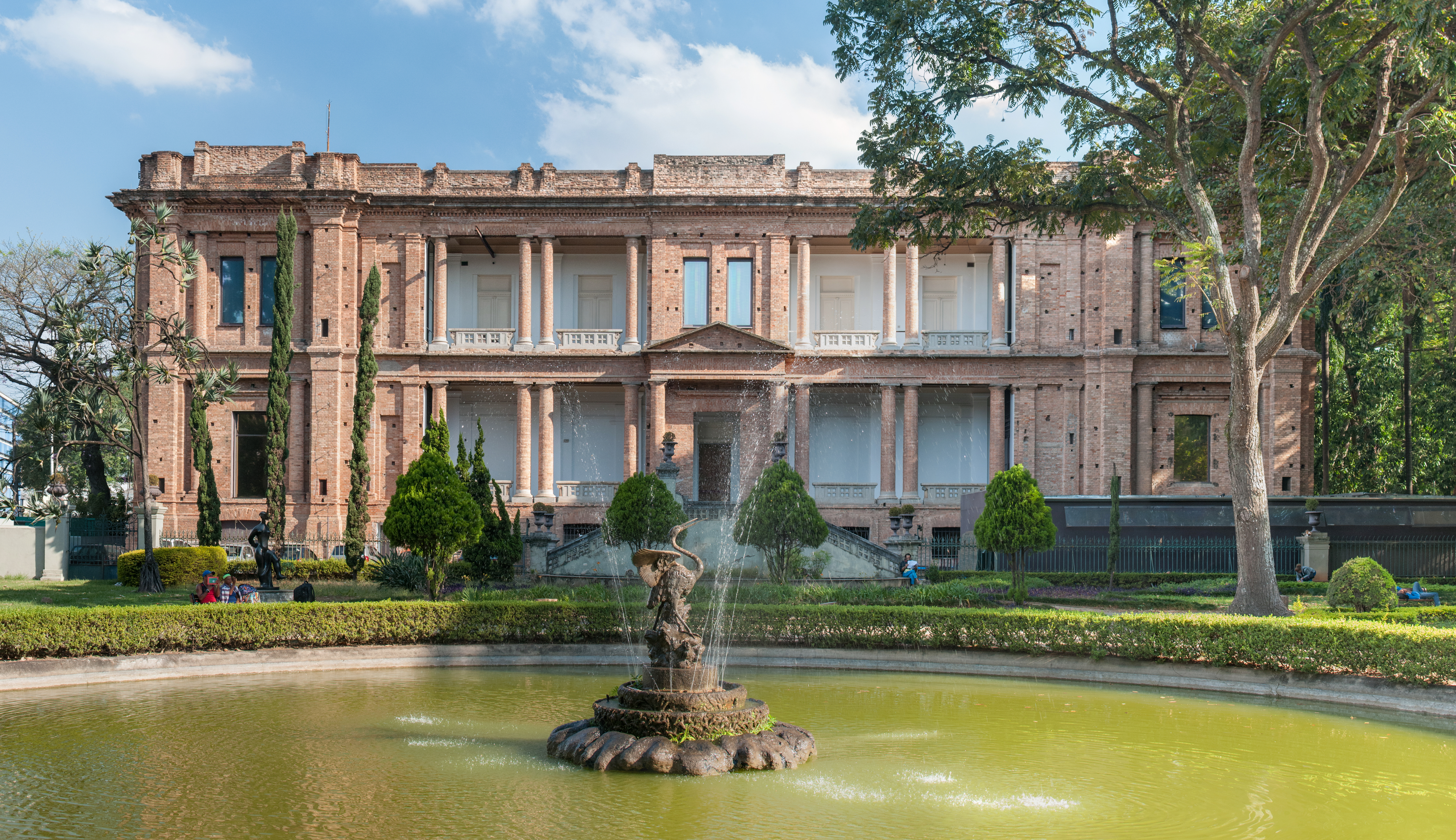
Pinacoteca do Estado de SP
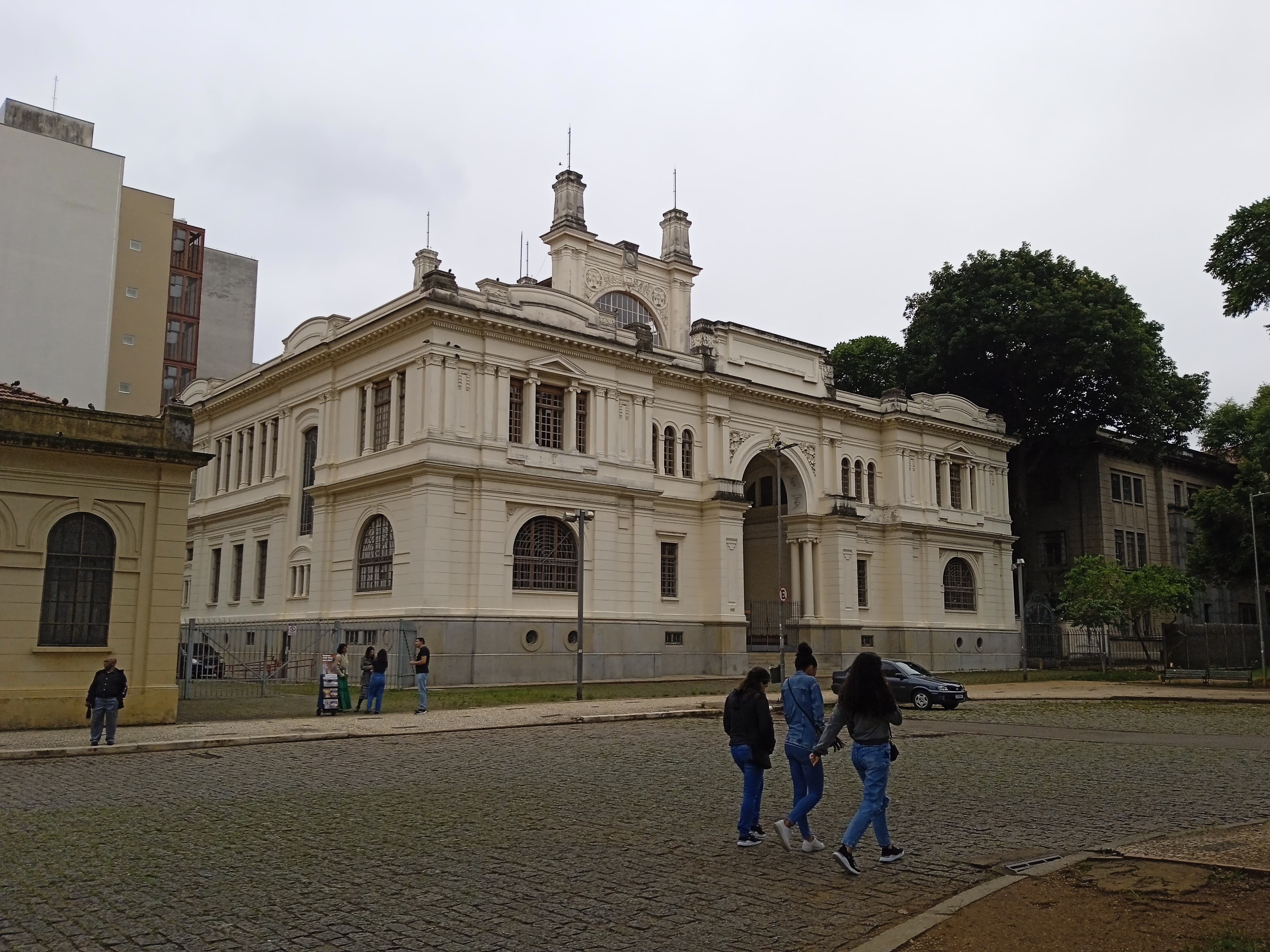
Edifício Ramos de Azevedo (Arquivo Histórico Municipal de São Paulo)
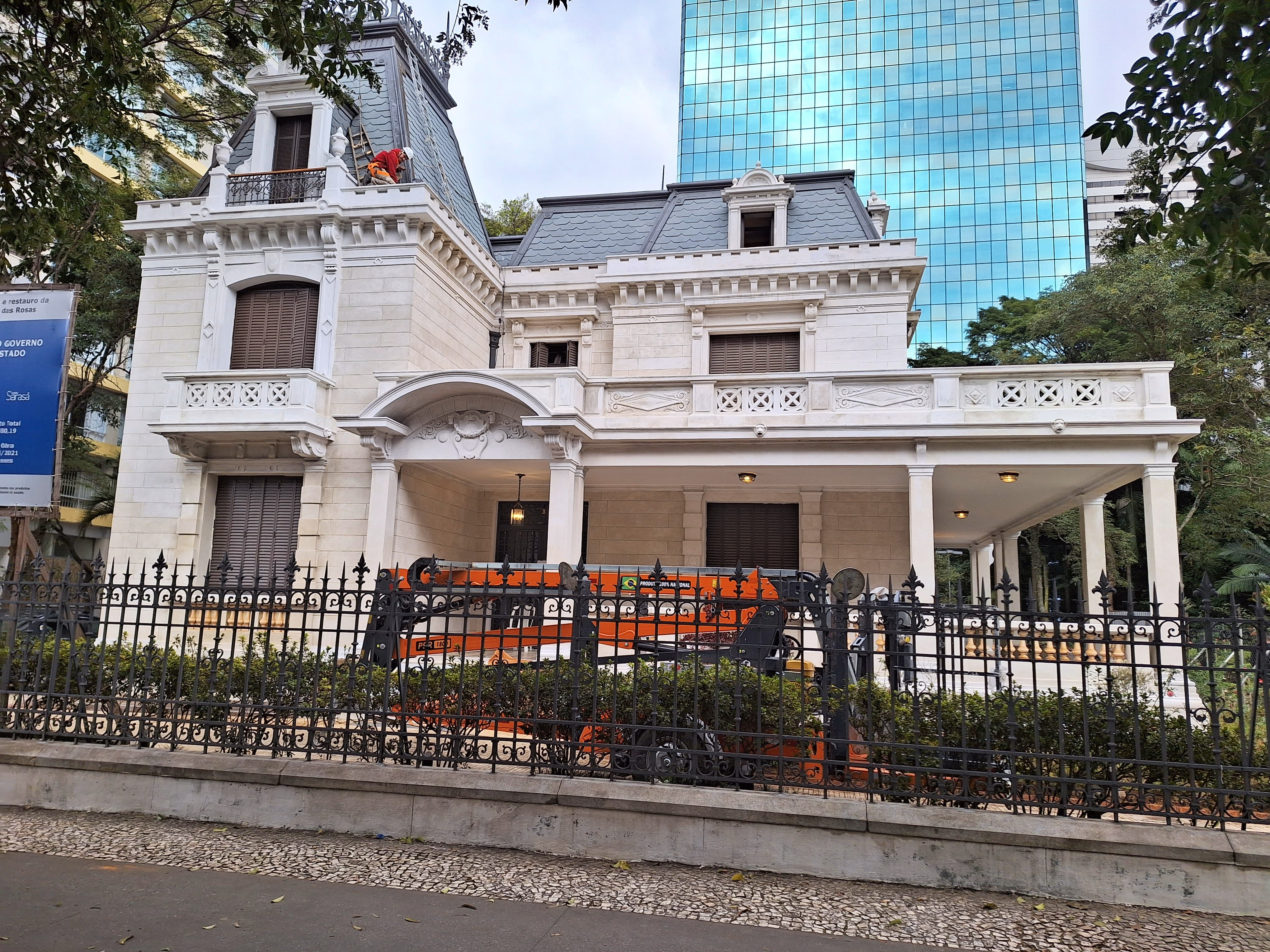
Casa das Rosas (Av. Paulista)
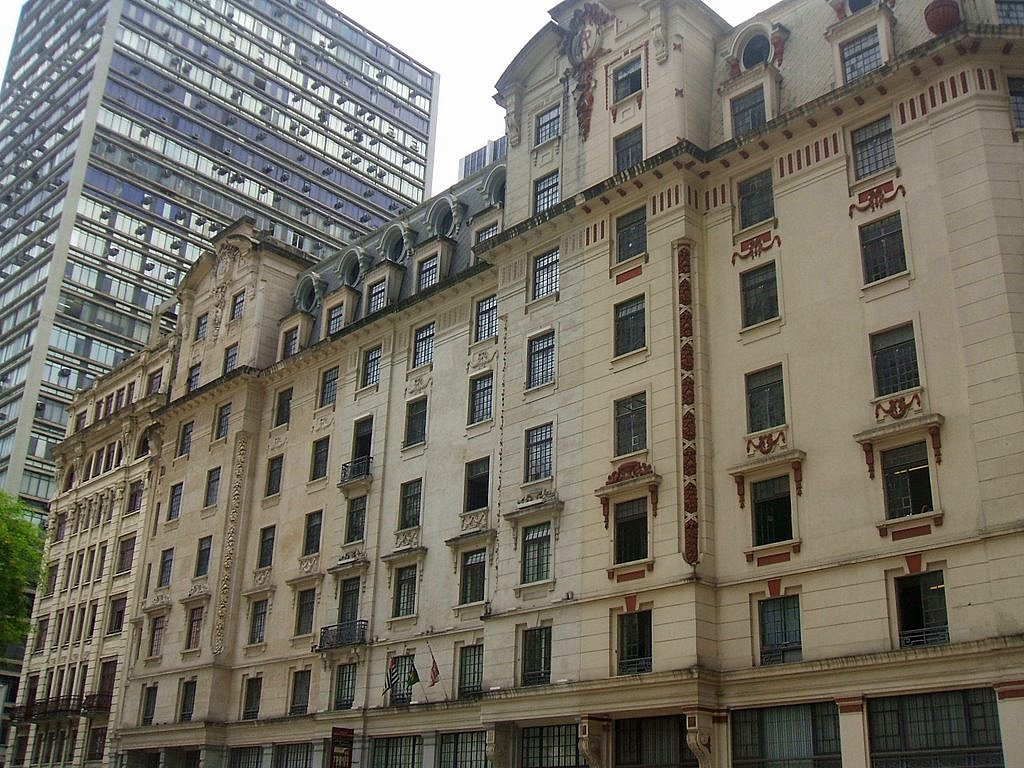
Edifício Lutetia (São Paulo)